# Joaquín Rea
Joaquín Rea (1791?-1850) fue un general nacido en España distinguido por su papel en la defensa de México durante la invasión estadounidense (1846-1848). Luego de la caída de la Ciudad de México tras la Batalla de Chapultepec, el general Rea inició un asedio sobre la Ciudad de Puebla, comprometiendo las operaciones del general Winfield Scott que ya se había apoderado de la Ciudad de México previo a la firma de los Tratados de Guadalupe. 

## Reseña Biográfica
La información que disponemos sobre el origen, la juventud y los primeros años del general Joaquín Rea son reseñadas brevemente por el lic. Carlos María de Bustamante haciendo énfasis en su origen español; en sus memorias repite que era un joven de nobles modales, de porte militar y cortesía impecable. Todo en él revelaba que pertenecía a una familia de abolengo, por lo que no tardó en ganarse el afecto del político y militar mexicano, Nicolás Bravo, quien lo hizo su pariente, conviniendo casarlo con una de sus hermanas. Rea, empezó su carrera militar muy joven (aproximadamente a los 19 o 20 años) luchando en el bando Insurgente bajo las órdenes  de los hermanos Galeana y siendo muy apreciado en sus servicios por el Generalísimo José María Morelos. Ya en la época independiente, simpatizó con el general Bravo, a quien apoyó en su pronunciamiento de 1833 y se enemistó con el general Juan Álvarez, a quien se opuso varias veces siendo comandante militar de la Costa Chica (Guerrero) en dos ocasiones.
Al momento de la Invasión Norteamericana, El general Rea se encontraba al frente de la guardia de Acapulco, al saber del avance de las tropas norteamericanas sobre la capital el 13 de septiembre de 1847, Rea marchó al frente de 600 hombres rumbo a la Ciudad de Puebla para interferir en la ruta de abastecimiento de las tropas de intervención. Debido a que Puebla carecía de un cuerpo de gobierno oficial debido a que tanto el Congreso, el Ayuntamiento y la Junta de Gobierno se habían evacuado en mayo de 1847 a la ciudad de Atlixco, Rea envió un comunicado a la guarnición norteamericana que ocupaba la capital del Estado exigiendo la inmediata rendición de la Plaza. Tras la derrota de las fuerzas mexicanas en el Castillo de Chapultepec, Antonio López de Santa Anna abandonó la Ciudad de México, y al enterarse de que Rea se encontraba en Puebla, le escribió para nombrarlo Comandante Militar de Puebla, y le pidió que mantuviese el Sitio hasta su llegada con refuerzos siempre y cuando, llegado el momento, Rea le cediera el control absoluto de las operaciones. Rea se negó a la solicitud ventajista de Santa Anna, quien luego de pasar brevemente por Puebla optó por continuar su marcha hacia la Ciudad de Jalapa supuestamente con la intención de interceptar un convoy norteamericano.
Debido a lo delicado de la situación, el general Winfield Scott movilizó desde Veracruz una división de 2,500 solados bajo el mando del general Joseph Lane para derrotar a Rea y restablecer la línea de suministros. Incapaz de sostener el Sitio sobre Puebla y tras un mes de asedio, Rea decide retirarse, debido a que su actuación tampoco contaba con el respaldo de las autoridades poblanas evacuadas en Atlixco, las cuales temían que Rea se aprovechase de la situación para quedarse con el control de la plaza, por lo que se negaron a brindarle apoyo, desconociendo sus acciones y negociando con el Coronel Thomas Childs que se encontraba atrincherado en el Cuartel de San José al frente de la guarnición norteamericana en Puebla.
Antonio López de Santa Anna pretendía interceptar al general Joseph Lane en las inmediaciones del Cerro del Pinal, sin embargo los espías norteamericanos alertaron a Lane y éste se decidió a atacar antes a Santa Anna, que se encontraba pernoctando en la ciudad de Huamantla donde fue derrotado en la Batalla de Huamantla el 9 de octubre de 1847. Rea levantó el sitio en Puebla el 12 de octubre de 1847 y se marchó hacia Atlixco. Tras su victoria en Huamantla, Lane  persiguió a Rea y lo derrotó en la acción de Batalla de Atlixco o "Atlixco Affair", el 18 de octubre de 1847, lo que obligó al General Rea a retirarse a Izúcar de Matamoros. Fue derrotado de nuevo en la batalla del Paso de Guadalaxara el 24 de noviembre de 1847 por fuerzas al mando del general Lane, quien al parecer se había propuesto hacer uso de todo el poder militar del que disponía para acabar de una vez por todas, con las fuerzas del General Rea. 
En todo caso las incursiones guerrilleras en la ruta de suministro americano y acciones antiestadounidenses guerrilleras continuaron hasta el final de la guerra. donde en resumen la actuación de Rea al frente de las guerrillas de Puebla fue tan brillante como las de sus contemporáneos Jarauta y Martínez en Veracruz.
Al finalizar la Intervención Norteamericana, Joaquín Rea fue asesinado a traición en 1850.

## Homenaje
Por iniciativa de la diputada Rocío García Olmedo el 6 de diciembre de 2010 la LVIII Legislatura 2011-2014 del Estado de Puebla creó la medalla Joaquín Rea para ser entragada “al ciudadano que haya contribuido de manera notable al engrandecimiento de Atlixco en destacadas actividades profesionales, artísticas, filantrópicas y culturales. Esto como testimonio y estímulo del significado y la trascendencia que tiene para la sociedad de este lugar el logro destacado dentro de su campo de acción” 
No obstante existe una polémica en torno al nombramiento de este premio, debido a que en la justificación histórica y planteamiento de los hechos existen divergencias, como el hecho de que la defensa de Atlixco ocurrió en 1847 y no en 1848 y que no existe la suficiente evidencia histórica que constate la presencia del general Rea al frente de la defensa de la Ciudad.